# Baeriopsis guadalupensis
Baeriopsis guadalupensis là một loài thực vật có hoa trong họ Cúc. Loài này được J.T.Howell mô tả khoa học đầu tiên năm 1942.